# Комсомольський район (Чувашія)
Комсомо́льський район (чув. Комсомольски районĕ) — муніципальне утворення в Росії, у складі Чуваської Республіки.
Адміністративний центр — село Комсомольське.

## Географія
Розташований у південно-східній частині Чуваської Республіки. Протяжність в широтному і меридіональному напрямках — приблизно 32 км. На півночі межує з Канашським, на півдні з Батиревським, на заході з Ібресінським, на сході з Яльчицьким районами; на сході 12 км межує з Республікою Татарстан.

## Історія
Район утворений 22 лютого 1939 року.

## Населення
Населення району становить 24567 осіб (2019, 26951 у 2010, 27273 у 2002).

## Адміністративно-територіальний поділ
На території району 12 сільських поселень:
| Поселення                                | Площа, км² | Населення, осіб (2002) | Населення, осіб (2010) | Населення, осіб (2019) | Центр              | Населені пункти |
| ---------------------------------------- | ---------- | ---------------------- | ---------------------- | ---------------------- | ------------------ | --------------- |
| Александровське сільське поселення       | 91,32      | 2198                   | 2131                   | 1905                   | Александровка      | 8               |
| Альбусь-Сюрбеєвське сільське поселення   | 31,93      | 1329                   | 1324                   | 1157                   | Альбусь-Сюрбеєво   | 4               |
| Асановське сільське поселення            | 41,33      | 1139                   | 1065                   | 874                    | Асаново            | 1               |
| Кайнлицьке сільське поселення            | 21,53      | 1185                   | 1182                   | 1004                   | Починок-Бибить     | 3               |
| Комсомольське сільське поселення         | 98,66      | 6187                   | 6239                   | 6167                   | Комсомольське      | 7               |
| Новочелни-Сюрбеєвське сільське поселення | 30,79      | 1611                   | 1595                   | 1360                   | Новочелни-Сюрбеєво | 5               |
| Польовосундирське сільське поселення     | 49,53      | 1718                   | 1625                   | 1408                   | Польовий Сундир    | 6               |
| Сюрбей-Токаєвське сільське поселення     | 52,96      | 1024                   | 971                    | 823                    | Сюрбей-Токаєво     | 5               |
| Тугаєвське сільське поселення            | 93,70      | 2964                   | 2831                   | 2341                   | Тугаєво            | 6               |
| Урмаєвське сільське поселення            | 31,69      | 4422                   | 4634                   | 4621                   | Урмаєво            | 2               |
| Чичканське сільське поселення            | 21,56      | 1528                   | 1539                   | 1391                   | Чурачики           | 2               |
| Шераутське сільське поселення            | 65,30      | 1968                   | 1815                   | 1516                   | Шераути            | 5               |

## Найбільші населені пункти
Населені пункти з чисельністю населення понад 1000 осіб:
| № | Населений пункт | Населення, осіб (2002) | Населення, осіб (2010) |
| - | --------------- | ---------------------- | ---------------------- |
| 1 | Комсомольське   | 4 839                  | 4 905                  |
| 2 | Урмаєво         | 2 792                  | 2 889                  |
| 3 | Токаєво         | 1 630                  | 1 745                  |
| 4 | Асаново         | 1 139                  | 1 065                  |

## Господарство
Провідна галузь господарства району сільське господарство, де в рівній мірі розвинені рослинництво і тваринництво. Рослинництво спеціалізується на виробництві зерна, картоплі, овочів відкритого ґрунту. Спеціалізація тваринництва — м'ясо-молочне скотарство, свинарство, вівчарство, конярство, бджільництво.
Промисловість розвинена слабо і представлена підприємствами з переробки місцевої сільськогосподарської і природної сировини. Підприємства району займаються ремонтом сільгосптехніки, виробляють кабельні вироби, цеглу, пиломатеріали, меблі для місцевого споживання, товари культурно-побутового і господарського призначення, вишиті вироби, пиво та безалкогольні напої, пиломатеріали, хвойно-вітамінне борошно, хлібобулочні вироби.